# Prudove
Prudove (en (ucraïnès): Прудове, rus: Прудовое, Prudovoie) és un poble de la República Autònoma de Crimea a Ucraïna, que el 2014 tenia 1.009 habitants. Pertany al districte de Simferòpol.